# Inselbahn Röm
| Ehemaliger Streckenverlauf in Richtung Lakolk                                       |                     |           |           |
| Streckenlänge:                                                                      | 3,8 km              |           |           |
| Spurweite:                                                                          | 750 mm (Schmalspur) |           |           |
|                                                                                     |                     |           |           |
| \| \| 0,0 \| Kongsmark[1] \| Kongsmark[1] \| \| \| 3,8 \| Lakolk[2] \| Lakolk[2] \| |                     |           |           |
| Kopfbahnhof Streckenanfang (Strecke außer Betrieb)                                  | 0,0                 | Kongsmark | Kongsmark |
| Kopfbahnhof Streckenende (Strecke außer Betrieb)                                    | 3,8                 | Lakolk    | Lakolk    |

Die Inselbahn Röm wurde am 1. Juni 1899 eröffnet. Der Betreiber der Inselbahn auf der heute dänischen Insel Rømø, die zwischen 1865 und der Volksabstimmung in Schleswig 1920 zu Preußen gehörte, war die Nordseebad Lakolk AG in Altona. Nach 1920 wurde für die Bahn der dänische Begriff Troljebanen verwendet.
Die 3,8 Kilometer lange 750-mm-Pferdebahn verband den Hafen in Kongsmark an der Ostseite der Insel mit den Hotels und dem Badestrand in Lakolk im Westen.  Die Konzession war als Pferdebahn (Straßenbahn) ausgestellt, der Einsatz einer kleinen Dampflokomotive scheiterte am schlechten und zu leichten Oberbau der Bahn.
Die Inselbahn, deren Fahrzeit 20 Minuten betrug, diente den per Schiff von Hoyer-Schleuse ankommenden und abreisenden Gästen als Zubringer zu und von den Hotels und zum Weitertransport der Waren, die von den Fähren zur Insel befördert wurden. Zum Wagenpark gehörten zwei Personen- und vier Packwagen. Der Betrieb der Inselbahn Rømø fand nur in den Sommermonaten statt, außerhalb der Urlaubszeit erledigten Pferdefuhrwerke anfallende Beförderungen.
Bis 1940 konnte sich die Inselbahn halten, mangelnde Pflege und Wartung der Anlagen und Fahrzeuge ließen eine Wiederaufnahme des Betriebes zu Saisonbeginn 1941 nicht mehr zu. Ein Investor konnte nicht gefunden werden, weil sich der Betrieb in den vergangenen Jahren kaum gelohnt hatte. Die Schienen wurden abgebaut und verkauft, die Fahrzeuge vor Ort zerlegt und verschrottet oder als „Buden“ abgegeben.
Der ehemalige Streckenverlauf entspricht in etwa dem heutigen Gammel Skinnevej.